# Taenia saginata
La Taenia saginata (o Taeniarhynchus saginata) è un parassita appartenente ai vermi Platelminti della classe dei Cestodi.
È presente principalmente nell'intestino umano ma può anche trovarsi all'interno di quello animale. Presenta un corpo più o meno segmentato, in proglottidi, che si originano a partire dalla porzione cefalica per un processo di proliferazione cellulare.
È lunga all'incirca tra i 4 e 6 metri, ma può arrivare a misurare 12 metri; il suo ciclo vitale dura all'incirca 8 anni. Esso si svolge principalmente tra l'uomo, che svolge il ruolo di ospite definitivo e nel quale si ritrovano i parassiti adulti, e il bovino, che svolge il ruolo di ospite intermedio e nel quale si ritrovano le larve incistate preferenzialmente a livello del muscolo e del sistema nervoso centrale.

## Ciclo biologico

### Ospite Intermedio
L'ospite intermedio in questo caso è rappresentato dai bovini. Essi si infettano ingerendo cibi contaminati da feci dell'uomo contenenti le proglottidi gravide, cioè con all'interno le uova. A livello di intestino l'uovo schiude e si libera la larva esacanta, così chiamata perché presenta sei uncini, con i quali perfora la parete intestinale per poi entrare nei vasi sanguigni. Attraverso i vasi esegue una migrazione entero-epato-polmonare pluriviscerale, arrivando prima al fegato tramite la vena porta, poi al polmone tramite le vene sovraepatiche prima, successivamente la vena cava caudale fino al cuore destro e l'arteria polmonare poi, ed infine, tornando con le vene polmonari al cuore sinistro e imboccando l'aorta, a livello somatico pluriviscerale. Qui si incista sotto forma di metacestode, il Cysticercus bovis. 

### Ospite Definitivo
L'infezione si verifica quando si ingerisce carne cruda o semi-cotta contenente cisticerchi, ovvero la forma larvale. Questi ultimi, una volta raggiunto l'intestino, evolvono in forme adulte e si fissano alla parete intestinale attraverso la loro testa, nota come scolice. Dallo scolice si formano vari segmenti, chiamati proglottidi. Le proglottidi piene di uova possono liberare queste ultime o staccarsi, per essere poi espulse con le feci. Gli ospiti intermedi, come suini o bovini, ingeriscono queste proglottidi gravide o le uova disperse tramite le feci. Le uova, una volta nell'intestino dell'ospite, liberano oncosfere che si diffondono agli organi attraverso il flusso sanguigno, dove si trasformano in cisticerchi. A differenza della T. solium, l'uomo può essere solamente ospite definitivo e non intermedio.